# Hermann Christian Ferdinand Hildebrand
Hermann Christian Ferdinand Hildebrand (Münden, 27 september 1849 - Bremen, 6 oktober 1939) was een Duits politicus die van 1918 tot 1919 eerste burgemeester (Erste Bürgermeister) van Bremen is geweest.

## Biografie
Hermann Hildebrand was de zoon van een jurist. Hij studeerde rechten aan de Universiteit van Heidelberg. In 1874 vestigde hij zich als advocaat in Bremen en in 1880 werd hij notaris.

## Politieke carrière
Hermann Hildebrand werd in 1879 voor de eerste klasse in de Bremische Bürgerschaft (parlement) gekozen. Op 14 december 1895 werd hij in de Senaat (regering) van de stadstaat Bremen gekozen. Hij was senator (dat wil zeggen minister) van Welzijn. In die functie stichtte hij in 1897 de Centrale voor Private Sociale Zorg.
Hermann Hildebrand was lid van het hoofdbestuur van het Duitse Rode Kruis. Tijdens de Eerste Wereldoorlog leidde hij de Dienst Zorgverpleging voor Oorlogsslachtoffers. Hij richtte ook de Centrale Hulpcomité van het Rode Kruis van Bremen.

## Eerste burgemeester
Hildebrand werd op 16 november 1917 tot eerste burgemeester (Erste Bürgermeister) en voorzitter van de Senaat (Präsident des Senats) van Bremen gekozen. Op 10 januari 1919 werd hij door revolutionairen afgezet en kwam de Radenrepubliek Bremen tot stand. De leiding van deze radenrepubliek berustte bij communisten. Op 20 februari 1919 werd de radenrepubliek door de "Witte" regeringslegers ten val gebracht. De Nationale Vergadering van Weimar koos Hildebrand in de voorlopige regering van Bremen. Onder burgemeester Karl Deichmann (SPD) was Hildebrand tot 1920 tweede burgemeester. Op 9 juli 1920 trad Hildebrand uit de Senaat.
Na zijn aftreden zette Hildebrand zich in voor de stichting van eenheidsscholen. Ook bleef hij zich inzetten voor het openbaar welzijn. Ïn 1922 stichtte hij de Bremer Nothilfe.
Hermann Christian Ferdinand Hildebrand overleed op 90-jarige leeftijd, op 6 oktober 1939 in Bremen.

## Verwijzingen
1. ↑  Het kiezerskorps was verdeeld in acht klassen; de politiek meest invloedrijke eerste klasse bestond uit de gegoede burgerij en de patriciaat
2. ↑  De Nationale Vergadering van Weimar had de taak een nieuwe grondwet voor Duitsland te ontwerpen, alsook de nieuwe republikeinse staatsvorm te bekrachtigen
3. ↑  Openbaar en kosteloos onderwijs voor alle kinderen van de kleuterschool tot de universiteit